# José Rafael Quirós Quirós
José Rafael Quirós Quirós (ur. 1 maja 1955 w Llano Grande) – kostarykański duchowny katolicki, arcybiskup San José od 2013.

## Życiorys
Studiował filozofię i teologię na Wyższym Seminarium Duchownym w San José. Uzyskał licencjat z prawa kanonicznego na Papieskim Uniwersytecie Gregoriańskim w Rzymie. Święcenia kapłańskie otrzymał  5 marca 1981.
Jako kapłan pełnił różne obowiązki duszpasterskie m.in. wikariusza parafii św. Teresy od Dzieciątka Jezus w San José, kierownika Wyższego Seminarium Duchownego w San José, Przewodniczącego Sekretariatu Konferencji Episkopatu Kostaryki i Wikariusza Generalnego archidiecezji San José. Ponadto jest profesorem prawa kanonicznego w Wyższym Seminarium Duchownym w San José oraz na miejscowym Uniwersytecie Katolickim.
2 grudnia 2005 papież Benedykt XVI mianował go ordynariuszem diecezji Limón. Sakrę biskupią przyjął w dniu 22 lutego 2006 z rąk ówczesnego arcybiskupa San José Hugona Barrantesa Ureñy. W latach 2012–2017 był wiceprzewodniczącym Konferencji Episkopatu Kostaryki.
W dniu 4 lipca 2013 został mianowany przez papieża Franciszka metropolitą stołecznej archidiecezji San José. Ingres odbył się 29 sierpnia 2013.
Paliusz otrzymał z rąk papieża Franciszka w dniu 29 czerwca 2014. 11 sierpnia 2017 wybrany przewodniczącym Konferencji Episkopatu Kostaryki.